# Dorian Mortelette
Dorian Mortelette (ur. 24 listopada 1983 w Armentières) – francuski wioślarz, dwukrotny medalista olimpijski, mistrz świata.
Srebrny medalista w dwójce bez sternika (partnerował mu Germain Chardin) podczas igrzysk olimpijskich 2012 w Londynie i brązowy medalista w Pekinie w czwórce bez sternika.

## Osiągnięcia
| Rok  | Impreza              | Miejsce          | Konkurencja          | Lokata      |
| ---- | -------------------- | ---------------- | -------------------- | ----------- |
| 2006 | Mistrzostwa świata   | Eton             | czwórka bez sternika | 6. miejsce  |
| 2007 | Mistrzostwa świata   | Monachium        | czwórka bez sternika | 6. miejsce  |
| 2008 | Igrzyska olimpijskie | Pekin            | czwórka bez sternika | 3. miejsce  |
| 2008 | Mistrzostwa Europy   | Ateny            | ósemka               | 1. miejsce  |
| 2009 | Mistrzostwa świata   | Poznań           | dwójka bez sternika  | 4. miejsce  |
| 2009 | Mistrzostwa Europy   | Brześć           | ósemka               | 3. miejsce  |
| 2010 | Mistrzostwa Europy   | Montemor-o-Velho | czwórka bez sternika | 5. miejsce  |
| 2010 | Mistrzostwa świata   | Hamilton         | czwórka bez sternika | 1. miejsce  |
| 2011 | Mistrzostwa świata   | Bled             | czwórka bez sternika | 13. miejsce |
| 2012 | Mistrzostwa Europy   | Varese           | dwójka podwójna      | 12. miejsce |
| 2012 | Igrzyska olimpijskie | Londyn           | dwójka bez sternika  | 2. miejsce  |
| 2013 | Mistrzostwa Europy   | Sewilla          | dwójka bez sternika  | 6. miejsce  |
| 2013 | Mistrzostwa Europy   | Sewilla          | ósemka               | 4. miejsce  |
| 2013 | Mistrzostwa świata   | Chungju          | dwójka bez sternika  | 2. miejsce  |